# Runsvensk grammatik
Huvudartikel: Runsvenska
Denna artikel beskriver grammatiken och fonologin i runsvenska.
Språket i Sverige under runsvensk tid (omkring 800–1225 e. Kr.) är huvudsakligen känt genom runinskrifter. Beteckningen runsvenska är en konventionell beteckning på språket i Sverige, innan böcker började skrivas i Sverige med latinska alfabetet. (När vi skriver ”Sverige” i denna artikel, menar vi området för det medeltida riket Sverige; under tidig runsvensk tid var Sverige troligen inte ett enat rike.)
Under runsvensk tid fanns inga större skillnader mellan språket i Sverige och språket i övriga Norden. Detta gemensamma språk kallas fornnordiska. De rikaste källorna till fornnordiska är fornvästnordiska handskrifter från Island och Norge. Även om tungomålen i Norden var dialekter av samma språk, talar man om ”runsvenska” för att betona de små särskiljande drag, som ändå fanns i runsvenska jämfört med fornvästnordiska, och för att betona, att man syftar på just det svenska runinskriftsmaterialet.
Eftersom runinskriftsmaterialet är begränsat, är det inte möjligt att skriva en grammatik baserad på runinskrifterna i Sverige. Runsvenskans grammatik måste till stor del rekonstrueras med hjälp av fornvästnordiska. En runsvensk grammatik är i grunden en fornvästnordisk grammatik, som man har modifierat på de punkter, där man kan visa, att språket i Sverige skiljde sig från fornvästnordiska.
En runsvensk grammatik är därför snarast ett praktiskt hjälpmedel för dem, som vill läsa om hur språket torde ha varit, när runinskrifter gjordes i Sverige. I en runsvensk grammatik samlas alla välgrundade slutsatser om den tidens språk i Sverige inom ramen för en allmän fornnordisk grammatik.
Denna artikel beskriver främst, hur runsvenskan kan antas ha talats under äldre runsvensk tid, vikingatiden.

## Fonologi
Framställningen grundas på Ragnvald Iversen och Elias Wessén. De runsvenska texterna är skrivna med runor, som inte återgav språket noggrant. De runsvenska orden och ljuden i denna artikel är alltså rekonstruktioner. I rekonstruktionen av runsvenska använder man i de flesta fall symboler som ligger nära det Internationella fonetiska alfabetet (IPA). Men i några fall används specialtecken för att beteckna runsvenska fonem. Inom vinkelparentes ⟨ ⟩ har i några fall angivits skrivtecken som används i transkribering av runsvenska (eller fornvästnordiska, när den dialekten omnämns), men inte nödvändigtvis är de gängse symbolerna från Internationella fonetiska alfabetet (IPA).

### Vokaler
Det fanns nio vokaler, som kunde vara långa eller korta. Långa och korta vokaler var skilda fonem. Dessutom fanns i äldsta tid nio långa nasalerade vokalfonem; alltså fanns 27 vokalfonem. Oftast använder man i det vanliga skrivsättet för runsvenska symboler som är helt lika IPA‐symboler. Men när vi skriver runsvenska använder vi två skrivtecknen för vokaler som inte motsvarar IPA. De tecknen är ⟨æ⟩ och ⟨ǫ⟩, som används för ljuden som skrivs /ɛ/ och /ɔ/ i IPA.
De nio vokalerna i tabellen nedan fanns alltså som långa onasalerade vokaler, korta onasalerade vokaler, och långa nasalerade vokaler. Korta nasalerade vokaler var inte fonem, utan var allofoner av de korta onasalerade vokalerna.
|                               | främre  | främre  | bakre  | bakre   |
| orundad                       | rundad  | orundad | rundad |         |
| hög (sluten)                  | /i/     | /y/     |        | /u/     |
| mellanhög (mellansluten)      | /e/     | /ø/     |        | /o/     |
| låg (öppen eller mellanöppen) | /ɛ/ ⟨æ⟩ |         | /a/    | /ɔ/ ⟨ǫ⟩ |

Dessutom fanns tre diftonger, som brukar skrivas ⟨æi⟩, ⟨au⟩ och ⟨øy⟩ Dessa tre diftonger motsvarar de fornvästnordiska diftonger, som oftast skrivs ⟨ei⟩, ⟨au⟩ och ⟨ey⟩. De två första av dessa tre diftonger motsvarar de urnordiska diftongerna /ai/ och /au/. Den tredje diftongen ⟨øy⟩/⟨ey⟩ har uppstått genom i-omljud av /au/.
Utöver de tre diftongerna ovan brukar man skriva produkterna av brytning som ⟨ia⟩ och ⟨io⟩, alltså med vokaltecknet ⟨i⟩ som första komponent. Man kan räkna ⟨ia⟩ och ⟨io⟩ som stigande diftonger.. I utgåvor av fornvästnordisk litteratur brukar man skriva den första komponenten med konsonanttecknet ⟨j⟩: ⟨ja⟩ och ⟨jǫ⟩. I beskrivningar av fornvästnordiska omnämns därför inte brytningsprodukterna som stigande diftonger.

### Konsonanter
Konsonantfonemen /ɸ/ (ofta skrivet /f/), /þ/, /g/ och /n/ hade allofoner i vissa positioner.
|                     | labial            | labial            | dental            | dental            | alveolar | postalveolar | palatal | velar                | velar                | labiovelar |
| tonande             | tonlös            | tonande           | tonlös            | tonande           | alveolar | postalveolar | palatal | tonlös               |                      | labiovelar |
| plosiver (klusiler) | /b/               | /p/               | /d/               | /t/               |          |              |         | /g/ (allofon [ɣ])    | /k/                  |            |
| frikativor          | /ɸ/ (allofon [β]) | /ɸ/ (allofon [β]) | /þ/ (allofon [ð]) | /þ/ (allofon [ð]) |          |              |         | /g/ (allofon [ɣ])    | /x/ ⟨h⟩              |            |
| nasaler             | /m/               | /m/               | /n/               | /n/               |          |              |         | (allofon [ŋ] av /n/) | (allofon [ŋ] av /n/) |            |
| sibilant            |                   |                   |                   |                   | /s/      |              |         |                      |                      |            |
| vibrant (tremulant) |                   |                   |                   |                   | /r/      |              |         |                      |                      |            |
| approximant         |                   |                   |                   |                   |          | /ɻ/ ⟨R⟩      | /j/     |                      |                      | /w/        |
| lateral approximant |                   |                   | /l/               | /l/               |          |              |         |                      |                      |            |

Bilabial frikativa (/ɸ/ med allofonen [β]) utvecklades senare till /f/ (allofon [v]). Tecknet /f/ används oftare än /ɸ/ för detta fonem i litteratur, även om äldre tid, när realisationen av fonemet troligen varit bilabial snarare än labiodental. I denna artikel använder vi fortsättningsvis inte symbolerna /ɸ/ och [β] för de möjliga tidiga bilabiala uttalen, utan vi skriver /f/ och [v].
Fonemen /f/ och /v/ är annorlunda jämfört med nutida svenska. Fonemet /f/ fanns i början av ord (fiskR – ”fisk”), då det uttalades [f], eller mellan vokaler (hafa – ”hava”), då det uttalades [v]. Fonemet som betecknas /v/ som i vinna och svanR (”svan”) uttalades ursprungligen [w]. I nutida standardsvenska har det gamla fonemet /v/ och allofonen [v] av fonemet /f/ smultit samman till det moderna fonemet /v/.
I translitterering och normalisering (transkribering) av runinskrifter används symbolen R för ett fonem, som utvecklats ur urnordiskans /z/. Uttalet av detta slags r‑ljud är svårt att rekonstruera med säkerhet, och IPA‐symbolen i tabellen är en gissning.

## Morfologi

### Översikt över morfologi
Morfologi är ordböjningslära. De grundläggande begreppen i morfologi är ordklass och grammatisk kategori. Varje ordklass i runsvenska böjs enligt vissa grammatiska kategorier. Till exempel böjs substantiv i kasus, numerus och bestämdhet (species).
Morfologin indelas i
- deklination, som är böjningen av nominala ordklasser, och
- konjugation, som är verbböjning.

### Deklination

#### Substantiv
Substantiven i runsvenska böjs efter genus och kasus.

##### a- stammar

###### Maskulinum
|           | víkingr            | víkingr  |
| --------- | ------------------ | -------- |
|           | viking, sjökrigare |          |
|           | Sing.              | Plur.    |
| Nominativ | víkingr            | víkingar |
| Genitiv   | víkings            | víkinga  |
| Dativ     | víkingi            | víkingum |
| Ackusativ | víking             | víkinga  |

Fler ord som böjs som víkingr:
- víkingr - viking, sjökrigare
- konungr - konung
- stafr - stav
- karl - karl (rlr > rl)
- stæinn - sten (nr > nn)
- svæinn - sven, ung man (nR > nn)
- gárðr - inhägnad (gård)
- haugr - hög
- ulfr - ulv, Ulf
- íss - is (sR > ss)
- dagr - dag
- Gunnarr - Gunnar
- Svæinn - Svenn
- Þórrstæinn - Torsten (nR > nn)
- Oláfr - Olof
- Ingvarr - Ingvar
- Þórr - Tor (gudanamn)

|           | kætill | kætill |
| --------- | ------ | ------ |
|           | kittel |        |
|           | Sing.  | Plur.  |
| Nominativ | kætill | kætlaR |
| Genitiv   | kætils | kætla  |
| Dativ     | kætli  | kætlum |
| Ackusativ | kætil  | kætla  |

Fler ord som böjs som vikingR
- himil - himmel
- hamarr - hammare
- kætill - kittel
- Óðinn - Oden (gudanamn)

###### Neutrum
|           | land  | land   |
| --------- | ----- | ------ |
|           | land  |        |
|           | Sing. | Plur.  |
| Nominativ | land  | lǫnd   |
| Genitiv   | lands | landa  |
| Dativ     | landi | lǫndum |
| Ackusativ | land  | lǫnd   |

De flesta neutrala ord som inte slutar på -i böjs så här. Bland annat:
- land - land
- skíp - skepp
- gull - guld
- giald - gäld
- kuml - kummel, röse
- ví - vi, helig plats
- haf - hav
- bó - bo, hem
- fæ - boskap, lös egendom (-aR i genitiv singularis)
- líf - liv
- oðal - odal, fast egendom

##### ia- stammar

###### Maskulinum
Denna klass innehåller bland annat egennamn och agentnomen.
|           | ÞóriR | ÞóriR |
| --------- | ----- | ----- |
|           | Tore  |       |
|           | Sing. | Plur. |
| Nominativ | Þórir | Þórar |
| Genitiv   | Þóris | Þóra  |
| Dativ     | Þóri  | Þórum |
| Ackusativ | Þóri  | Þóra  |

###### Neutrum
Så här böjs neutrer som slutar på -i (nusv. -e) 
|           | mærki  | mærki  |
| --------- | ------ | ------ |
|           | märke  |        |
|           | Sing.  | Plur.  |
| Nominativ | mærki  | mærki  |
| Genitiv   | mærkis | mærka  |
| Dativ     | mærki  | mærkum |
| Ackusativ | mærki  | mærki  |

##### ja- stammar

###### Maskulinum
Förutom de former som omnämns nedan finns vid några ord enstaka belägg för former på -ir i nominativ plural.
|           | drængR   | drængR   |
| --------- | -------- | -------- |
|           | ung man  |          |
|           | Sing.    | Plur.    |
| Nominativ | drængr   | drængjar |
| Genitiv   | drængjar | drængja  |
| Dativ     | drængi   | drængjum |
| Ackusativ | dræng    | drængja  |

Som drængr böjs ett flertal maskuliner på g, gh och k, såsom bækkr "bäck", drykkr "dryck", læggr "ben", lænkr "kedja", ryggr "rygg", sækkr "säck", strængr "sträng", særkr "särk, skjorta" och ælghr "älg".
|           | býR   | býR   |
| --------- | ----- | ----- |
|           | gård  |       |
|           | Sing. | Plur. |
| Nominativ | býr   | býjar |
| Genitiv   | býjar | býja  |
| Dativ     | bý    | býjum |
| Ackusativ | bý    | býja  |

Som býr böjs byrr "medvind", hærr "här" och þyn "tunna". Det senare böjs dock i nominativ plural þynir och i ackusativ plural þyni (eller ibland, efter räkneord, þyn).
|           | væfR  | væfR   |
| --------- | ----- | ------ |
|           | väv   |        |
|           | Sing. | Plur.  |
| Nominativ | væfr  | væfjar |
| Genitiv   | væfs  | væfja  |
| Dativ     | væf   | væfjum |
| Ackusativ | væf   | væfja  |

Som væfr böjs några få ord, såsom gudanamnet Frør (endast i singular), folkgruppen Nærikjar samt þæfr "smak".

###### Neutrum
|           | kyn   | kyn    |
| --------- | ----- | ------ |
|           | släkt |        |
|           | Sing. | Plur.  |
| Nominativ | kyn   | kyn    |
| Genitiv   | kyns  | kynja  |
| Dativ     | kyni  | kynjum |
| Ackusativ | kyn   | kyn    |

Som kyn böjs många enstaviga neutrala substantiv, såsom bær "bär", myrk "mörker", næs "näs", næt "nät", ský "moln", skæg "skägg", væþ/vaþ "vad" och æg "ägg".

##### ô- stammar

###### Femininum
|           | ǫnd               | ǫnd          | ǫnd   |
| --------- | ----------------- | ------------ | ----- |
|           | kön, sort, släkte |              |       |
|           | Sing.             |              | Plur. |
| Nominativ | ǫnd               | ev. u-omljud | andar |
| Genitiv   | andar             |              | anda  |
| Dativ     | andu              |              | andum |
| Ackusativ | ǫnd               | ev. u-omljud | andar |

Andra ord som böjs likadant:
- orost - strid
- sal - själ
- ǫnd - ande
- braut - väg
- rún - runa
- bró - bro
- sól - sol
- borg - borg
- giof - gåva
- víking - viking, sjökrigståg
- Oluf - Olof (ett kvinnonamn, alltså inte det samma som OlafR!)

##### io- stammar

###### Femininum
|           | øx    | øx    | øx |
| --------- | ----- | ----- | -- |
|           | yxa   |       |    |
|           | Sing. | Plur. |    |
| Nominativ | øx    | øxar  |    |
| Genitiv   | øxar  | øxa   |    |
| Dativ     | øxi   | øxum  |    |
| Ackusativ | øxi   | øxar  |    |

Få ord i den här gruppen, mest personnamn.
- Hildr - Hildur
- Holmfriðr - Holmfrid
- Þórrgærðr - Torgerd
- Sigríðr - Sigrid
- Gerðrúþr - Gertrud
- Gúðlaugr - Gudlög

##### jô- och vô- stammar

###### Femininum
Jô-stammarna skiljer sig från ô-stammarna enbart i det att de har ett /j/ mellan stammen och ändelsen om ändelsen börjar på /a/ eller /u/. Vô-stammarna utskiljer sig på samma sätt genom att ha ett /v/ före ändelser som börjar på /a/ eller /i/. 
vô-stam: 
- ǫr - pil

##### i- stammar

###### Maskulinum
|           | vinR  | vinR  | vinR |
| --------- | ----- | ----- | ---- |
|           | vän   |       |      |
|           | Sing. | Plur. |      |
| Nominativ | vinr  | vinir |      |
| Genitiv   | vinar | vina  |      |
| Dativ     | vini  | vinum |      |
| Ackusativ | vin   | vini  |      |

- vinr - vän
- gæstr - gäst
- staðr - ställe
- ælgr - älg
- Hakonn - Håkan
- ǫnundr - Anund
- Frøyr - Frej (gudanamn)

###### Femininum
|           | iorð   | iorð   | iorð |
| --------- | ------ | ------ | ---- |
|           | jord   |        |      |
|           | Sing.  | Plur.  |      |
| Nominativ | iorð   | iorðir |      |
| Genitiv   | iorðar | iorða  |      |
| Dativ     | iorðu  | iorðum |      |
| Ackusativ | iorð   | iorði  |      |

- færð - färd
- iorð - jord
- nauð - nöd ; kan ha -r i nom.sing.

##### u- stammar

###### Maskulinum
|           | vårþr         | vårþr                     | vårþr  |
| --------- | ------------- | ------------------------- | ------ |
|           | vakt, väktare |                           |        |
|           | Sing.         |                           | Plur.  |
| Nominativ | vǫrðr         | ev. u-omljud / u-brytning | iorðir |
| Genitiv   | vǫrðar        | (a-brytning)              | iorða  |
| Dativ     | vǫrði         | i-omljud                  | iorðum |
| Ackusativ | vǫrðu > vǫrð  |                           | iorði  |

Det finns ett fåtal substantiv som böjs såhär.
- vǫrðr - vakt, väktare
- ǫss - asagud; ǫss, ásar, æsi, ǫs, æsir, ása, ásum, ásu
- mǫgr - son; mǫgr, magar, mægi, mǫg, mægir, maga, magum, magu
- ǫrn - örn; ǫrn, arnar, ærni, ǫrn, ærnir, arna, arnum, arnu
- knǫrr - knarr, handelsfartyg; knǫrr, knarrr, knærri, knǫrr, knærrir, knarra, knarrum, knarru
- sunr - son; sunr, sunar, syni, sun, synir, suna, sunum, sunu
- biorn - björn, Björn; biorn, biarnar, birni, biorn, birnir, biarna, biarnum, biarnu
- tigr - tiotal; tigr, tigar, tigi, tig, tigir, tiga, tiugum, tiugu

##### n- stammar

###### Maskulinum (an-stamm)
Många maskulina substantiv böjs såhär.
|           | landboi    | landboi  | landboi |
| --------- | ---------- | -------- | ------- |
|           | arrendator |          |         |
|           | Sing.      | Plur.    |         |
| Nominativ | landbói    | landbóar |         |
| Genitiv   | landbóa    | landbóa  |         |
| Dativ     | landbóa    | landbóum |         |
| Ackusativ | landbóa    | landbóa  |         |

Alla maskuliner som slutar på i (utom jan-stammarna nedan och nd-stammarna) räknas hit.
- landbói - "arrendator"
- Fasti - Faste

###### Neutrum (an-stamm)
|           | auga  | auga  | auga |
| --------- | ----- | ----- | ---- |
|           | öga   |       |      |
|           | Sing. | Plur. |      |
| Nominativ | auga  | augun |      |
| Genitiv   | auga  | augna |      |
| Dativ     | auga  | augum |      |
| Ackusativ | auga  | augun |      |

##### jan- stammar

###### Maskulinum
Dessa ord böjs exakt som an-stammarna, men har ett /j/ mellan stammen och de ändelser som börjar på /a/ och /u/. 
Några få ord på -i.
- bryti - förman
- hǫfþingi - hövding

##### ôn-stammar

###### Femininum
|           | kona         | kona   | kona |
| --------- | ------------ | ------ | ---- |
|           | kvinna, maka |        |      |
|           | Sing.        | Plur.  |      |
| Nominativ | kona         | konur  |      |
| Genitiv   | konu         | kvenna |      |
| Dativ     | konu         | konum  |      |
| Ackusativ | konu         | konur  |      |

Bara kona har den underliga formen kvenna i genitiv pluralis! De andra har bara ändelsen -na. 
kona; kvinna, maka 
- Inga - Inga
- Ása - Åsa

##### jon- stammar

###### Femininum
Dessa ord böjs exakt som an-stammarna, men har ett /j/ mellan stammen och de ändelser som börjar på /a/ och /u/.
Femininer på -ja.
- kyrkia - kyrka

##### in- stammar

###### Femininum
Dessa ord har ingen pluralform, p.g.a. sina abstrakta betydelser.
|           | ælli     | ælli | ælli |
| --------- | -------- | ---- | ---- |
|           | ålderdom |      |      |
|           | Sing.    |      |      |
| Nominativ | ælli     |      |      |
| Genitiv   | ælli     |      |      |
| Dativ     | ælli     |      |      |
| Ackusativ | ælli     |      |      |

(Oftast abstrakta) femininer på -i (nusv. -e). Till exempel: 
- ælli - ålderdom

##### Rotnomen

###### Maskulinum
|           | maðr          | maðr   | maðr |
| --------- | ------------- | ------ | ---- |
|           | människa, man |        |      |
|           | Sing.         | Plur.  |      |
| Nominativ | maðr          | mænn   |      |
| Genitiv   | manns         | manna  |      |
| Dativ     | manni         | mannum |      |
| Ackusativ | mann          | mænn   |      |

Inga ord böjs som maðr.
- maðr - människa, man

|           | fótr  | fótr  | fótr |
| --------- | ----- | ----- | ---- |
|           | fot   |       |      |
|           | Sing. | Plur. |      |
| Nominativ | fótr  | fótr  |      |
| Genitiv   | fótar | fóta  |      |
| Dativ     | fóti  | fótum |      |
| Ackusativ | fót   | fótr  |      |

Som fótr böjs några få ovanliga verb.
- fótr - fot

###### Femininum
|           | hand   | hand   | hand |
| --------- | ------ | ------ | ---- |
|           | hand   |        |      |
|           | Sing.  | Plur.  |      |
| Nominativ | hand   | hændr  |      |
| Genitiv   | handar | handa  |      |
| Dativ     | hand   | handum |      |
| Ackusativ | hand   | hændr  |      |

##### r- stammar
Bara fem ord ingår i klassen. Vanligtvis släktskapsord.
|           | faðir        | faðir  | faðir |
| --------- | ------------ | ------ | ----- |
|           | fader        |        |       |
|           | Sing.        | Plur.  |       |
| Nominativ | faðir        | fæðr   |       |
| Genitiv   | faður        | fæðra  |       |
| Dativ     | faður / fæðr | fæðrum |       |
| Ackusativ | faður        | fæðr   |       |

Bara dessa fem ord böjs så här: 
- faðir - fader
- móðir - moder
- bróðir - broder
- dóttir - dotter
- systir - syster

##### nd- stammar
Böjs som an-stammar i singular.

###### Maskulinum
|           | bondi                       | bondi  | bondi |
| --------- | --------------------------- | ------ | ----- |
|           | bofast, bessutten man, make |        |       |
|           | Sing.                       | Plur.  |       |
| Nominativ | bóndi                       | bóndr  |       |
| Genitiv   | bónda                       | bónda  |       |
| Dativ     | bónda                       | bóndum |       |
| Ackusativ | bónda                       | bóndr  |       |

|           | fiandi | fiandi  | fiandi |
| --------- | ------ | ------- | ------ |
|           | fiende |         |        |
|           | Sing.  | Plur.   |        |
| Nominativ | fíandi | fíandr  |        |
| Genitiv   | fíanda | fíanda  |        |
| Dativ     | fíanda | fíandum |        |
| Ackusativ | fíanda | fíandr  |        |

Som bondi böjs bara ett ord till:
- bóndi - bofast besutten man, make
- frændi - frände, släkting

Som fiandi böjs alla presensparticip som används som substantiv, till exempel:
- fíandi - fiende

#### Adjektiv

##### Stark böjning
|      | Singular | Singular | Singular |
|      | Mask.    | Fem.     | Neutr.   |
| ---- | -------- | -------- | -------- |
| Nom. | langr    | lang     | langt    |
| Gen. | langs    | langrar  | langs    |
| Dat. | langum   | langri   | langu    |
| Ack  | langan   | langa    | langt    |
|      | Plural   |          |          |
|      | Mask.    | Fem.     | Neutr.   |
| Nom. | langir   | langar   | lang     |
| Gen. | langra   | langra   | langra   |
| Dat. | langum   | langum   | langum   |
| Ack  | langa    | langar   | lang     |

Som langr böjs enstaviga adjektiv som:
- langr - lång
- miorr - smal
- halfr - halv
- sniallr - duglig
- stórr - stor
- glaðr - glad
- rikr - rik, mäktig
- vitr - klok

|      | Singular | Singular  | Singular |
|      | Mask.    | Fem.      | Neutr.   |
| ---- | -------- | --------- | -------- |
| Nom. | hæiðinn  | hæiðin    | hæiðit   |
| Gen. | hæiðins  | hæiðinnar | hæiðins  |
| Dat. | hæiðnum  | hæiðni    | hæiðnu   |
| Ack  | hæiðinn  | hæiða     | hæiðit   |
|      | Plural   |           |          |
|      | Mask.    | Fem.      | Neutr.   |
| Nom. | hæiðnir  | hæiðnar   | hæiðin   |
| Gen. | hæiðinna | hæiðinna  | hæiðinna |
| Dat. | hæiðnum  | hæiðnum   | hæiðnum  |
| Ack  | hæiðna   | hæiðnar   | hæiðin   |

Som hæiþinn böjs tvåstaviga adjektiv och perfektparticip av starka verb:
- fæghinn - glad; nom.sing.: nR > nn
- hæiðinn - hednisk; nom.sing.: nR > nn

#### Prepositioner

##### som styr ackusativ
gønum  genom 

um  om 

##### som styr dativ
af  av

át  åt

frá  från

gen  mot

mót  mot

mæþ  med

úr  ur

##### som styr genitiv
bland  bland, i bland  (+ styr ibland dativ)

innan  inom ( + styr ibland dativ)

mællum  mellan, emellan

til  till

útan  utom  (+ styr ibland dativ)

##### som styr ackusativ eller dativ
í  i  (+ när frasen betecknar rörelse in i objektet  + när frasen beskriver befintlighet inne i objektet)

á  på  (+ när frasen betecknar rörelse upp på objektet  + när frasen beskriver befintlighet uppe på objektet)

fýri  för

undir  under

við  vid

yfir  över

æftir, aft, át  efter